# Bitwa morska w Cieśninie Mesyńskiej
Bitwa morska w Cieśninie Mesyńskiej – starcie zbrojne, które miało miejsce w roku 38 p.n.e. między flotą Oktawiana a flotą Sekstusa Pompejusza.
Po bitwie morskiej pod Kyme eskadra Democharesa wpłynęła do Messany, gdzie połączyła się z flotą Sekstusa Pompejusza. W rejon ten popłynęła też flota Oktawiana. Gdy tylko okręty te znalazły się w zasięgu wzroku Sekstusa, dał on rozkaz do ataku na flotę Oktawiana, spychając ją w kierunku skał. W zamieszaniu wiele jednostek Oktawiana rozbiło się na skałach, a on sam zmuszony był zejść na ląd. Jeden z jego dowódców Kornificjusz nie zamierzał się jednak poddać, rozpoczynając atak na przeciwnika. W wyniku tego ataku zdobył nawet okręt Democharesa, zmuszając dowódcę floty Sekstusa do przejścia na inny okręt.
W trakcie toczonych walk w rejon walk wpłynęły okręty Kalwizjusza Sabinusa oraz Menodorosa, powracające spod Kyme, które uratowały Oktawiana przed całkowitą klęską. Widząc nadchodzącego przeciwnika, Sekstus nakazał wycofać się, a zapadająca noc zakończyła bitwę. Straty Oktawiana to prawie połowa floty, Sekstus stracił kilka jednostek.